# Colombo
Colombo ou Columbo (em cingalês: කොළඹ; romaniz.: Koḷam̆ba, AFI: /ˈkoləmbə/; em tâmil: கொழும்பு; Koḻumpu, AFI: /koɻumbɯ/) é a maior cidade do Sri Lanka e o principal centro financeiro, empresarial, econômico e cultural do país. É uma cidade histórica e portuária, que está localizada na costa oeste da ilha, ao lado de Sri Jaiavardenapura-Cota, atual capital do Sri Lanka. Colombo é também a capital administrativa do distrito homônimo e da Província Ocidental. É muitas vezes referida como a capital, pois Sri Jaiavardenapura-Cota é uma cidade da região metropolitana de Colombo. Colombo é um lugar movimentado, com uma mistura de vida moderna, edifícios coloniais e ruínas. Com uma população de 752 993 habitantes em 2011, e 2 323 826 em sua região metropolitana, foi a capital do Sri Lanka antes de Sri Jaiavardenapura-Cota.
Um importante porto do oceano Índico, Colombo foi uma possessão portuguesa entre 1518 e 1524 e entre 1554 e 1656. Os portugueses estabeleceram um forte na cidade para a defenderem de invasores, conforme havia sido firmado com o rei Parakramabahu VIII. Após os portugueses, passou a ser dominada pelos holandeses, que intensificaram algumas políticas coloniais na cidade. A partir do fim do século XVIII, passou a ser um domínio britânico, que influenciou grandemente na arquitetura da cidade, até o país obter independência deste de forma pacífica, em 1948.
É capital conjunta com a cidade vizinha de Sri Jaiavardenapura-Cota — a sede dos poderes executivo e judiciário são em Colombo, mas o poder legislativo (parlamento) do país tem a sede em Sri Jaiavardenapura-Cota, a segunda maior cidade do país. Está situada na costa sudoeste do país, e, durante seiscentos anos foi uma das capitais. Em 1977 parte das funções de cidade capital foram transferidas para a Sri Jaiavardenapura-Cota, mas Colombo continua a ser o centro económico do estado.

## Etimologia
O nome Colombo foi introduzido pelos portugueses em 1505. Parece derivado do termo cingalês clássico kolon thota, que significa "porto sobre o rio Kelani". Outra teoria afirma que deriva da expressão cingalesa kola-amba-thota, que significa "porto com árvores frondosas de manga".

## História
Devido ao porto natural existente em Colombo há séculos, a cidade já era conhecida por comerciantes gregos, persas, romanos, árabes e chineses há mais de 2 000 anos. O viajante e explorador berbere ibne Batuta, que visitou a ilha no século XIV, se referiu à cidade como Calampu. Muçulmanos cujo interesse principal era o comércio, começaram a se estabelecer em Colombo em torno do século VIII, principalmente porque a cidade era rota de passagem à Índia e controlava grande parte do comércio entre os reinos cingaleses e o mundo exterior. Seus descendentes constituem agora a comunidade muçulmana do Sri Lanka.

### Era portuguesa
Exploradores portugueses, liderados por Lourenço de Almeida, chegaram pela primeira vez no Sri Lanka em 1505. Durante a sua primeira visita, eles fizeram um tratado com o rei de Cota, Parakramabahu VIII, que lhes permitiu negociar a safra de canela, que ficava ao longo das áreas costeiras da ilha, inclusive nas ilhas de Colombo. Como parte do tratado, foi dada aos portugueses plena autoridade sobre a costa, em troca da promessa de proteger a costa contra invasores. Eles foram autorizados a estabelecer um posto comercial em Colombo. Passado pouco tempo, os muçulmanos foram expulsos de Colombo e em 1517 começou a ser construído um forte.
Os portugueses perceberam rapidamente que o controle do Sri Lanka era necessário para a proteção de seus estabelecimentos no litoral da Índia e começaram a manipular os governantes do reino de Cota para ganhar o controle da área. Depois de explorar as rivalidades dentro da família real, os portugueses assumiram o controle de uma grande área do reino, e o rei cingalês Madune estabeleceu um novo Reino de Ceitavaca, um domínio no reino Cota. Em pouco tempo ele anexou a maior parte do reino de Cota e forçou os portugueses a recuar para Colombo, que foi repetidamente assediada por Madune e os reis posteriores do Ceitavaca, forçando-os a buscar reforço de sua base principal em Goa, na Índia. Após a queda do reino em 1593, os portugueses conseguiram estabelecer o controle total sobre a zona costeira, tendo Colombo como sua capital. Esta parte de Colombo ainda é conhecido como Fort e abriga o palácio presidencial e a maioria dos hotéis cinco estrelas da cidade. A área fora da região do Fort é conhecida como Pettah e é um centro comercial.

### Era holandesa

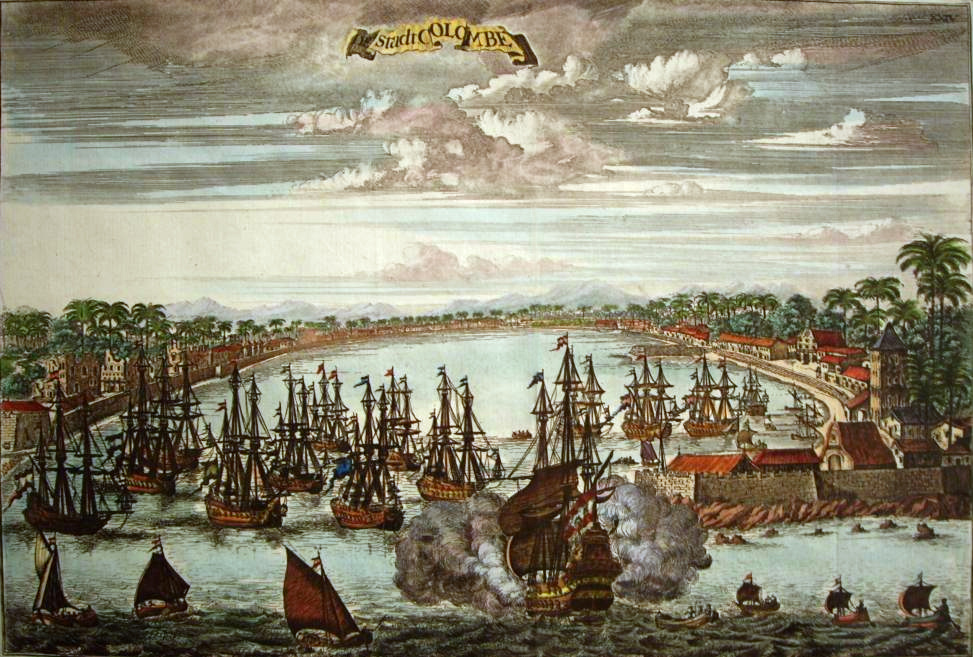
Gravura holandesa de Colombo c. 1680

Em 1638, os holandeses assinaram um tratado com o rei Rajá Sinha II, que assegurou a assistência ao rei em sua guerra contra os portugueses, em troca de um monopólio dos principais produtos do comércio da ilha. Os portugueses resistiram aos holandeses e aos candianos, mas foram gradualmente derrotados em seus redutos a partir de 1639. Os holandeses dominaram Colombo a partir de 1656, após um cerco épico, ao final dos quais uns meros 93 sobreviventes portugueses receberam salvo conduto para fora do forte. Embora os holandeses tivessem vencido a guerra contra os portugueses e, inicialmente, restaurado a área capturada, os reis cingaleses se recusaram a entregá-los o controle sobre as ricas terras de canela da ilha, incluindo a região de Colombo, que, em seguida, serviu como a capital das províncias marítimas holandesas e passou para o controle da Companhia Holandesa das Índias Orientais até 1796.

### Era britânica
Embora os britânicos tenham ocupado Colombo apenas em 1796, um posto militar já era mantido pela Inglaterra na localidade. Colombo tornou-se a capital da recém-criada colônia do Ceilão britânico. Ao contrário dos portugueses e holandeses, que usavam Colombo principalmente como uma fortaleza militar, os britânicos começaram a construir casas e outras estruturas civis ao redor do forte, dando origem à atual cidade de Colombo.
Inicialmente, eles colocaram a administração da cidade sob um "coletor", e John Macdowell foi o primeiro a ocupar o cargo. Então, em 1833, o agente do Governo da Província Ocidental passou a atuar na administração da cidade. Os séculos de domínio colonial tinham significado um declínio na administração nativa de Colombo, e em 1865, os britânicos conceberam um Conselho Municipal, como forma de representar a população local na autogovernação. O Conselho Legislativo de Ceilão, que passou a ser constituído pelo Conselho Municipal de Colombo, reuniu-se pela primeira vez em 16 de janeiro de 1866, quando a população da região era de cerca de 80 000 habitantes.
Durante o tempo em que os britânicos estiveram no controle do Colombo, foram responsáveis por grande parte do planejamento da atual cidade. Em algumas partes da cidade, faixas elétricas e manifestações artísticas em granito oriundas da época ainda são visíveis até hoje.

### Período pós-independência
Esta era do colonialismo terminou pacificamente em 1948, quando o Ceilão ganhou a independência do Reino Unido. Devido ao tremendo impacto que isso causou nos habitantes da cidade e no país como um todo, as mudanças que resultaram no fim do período colonial eram drásticas. Toda uma nova cultura se enraizou. Mudanças nas leis e costumes, estilos de roupas, religiões e nomes próprios foram um resultado significativo da era colonial. Estas mudanças culturais foram seguidas pelo fortalecimento da economia da ilha. Ainda hoje, a influência dos portugueses, holandeses e britânicos é claramente visível na arquitetura de Colombo, nos nomes, roupas, alimentos, linguagem e atitudes. Prédios de todas as três eras estão como lembranças do passado turbulento da cidade. Colombo e seus habitantes mostram uma interessante mistura de roupas e estilos de vida europeu em conjunto com os costumes locais.
Historicamente, Colombo se refere à área em torno da zona de Forte (local do primeiro forte português) e do Mercado de Pettah, que é famosa pela variedade de produtos disponíveis, bem como a Torre do Relógio Khan, um marco local. No momento, ela se refere aos limites da cidade definidos pelo Conselho Municipal de Colombo. Na maioria das vezes, o nome é usado para a conurbação conhecida como Grande Colombo, que engloba vários conselhos municipais, incluindo Cota e Dehiwela. Embora Colombo tenha perdido seu status como a capital do Sri Lanka na década de 1980, continua a ser o centro comercial e financeiro da ilha. Ainda que Cota seja a atual capital do país, a maioria dos países ainda mantêm as suas missões diplomáticas em Colombo.

## Geografia

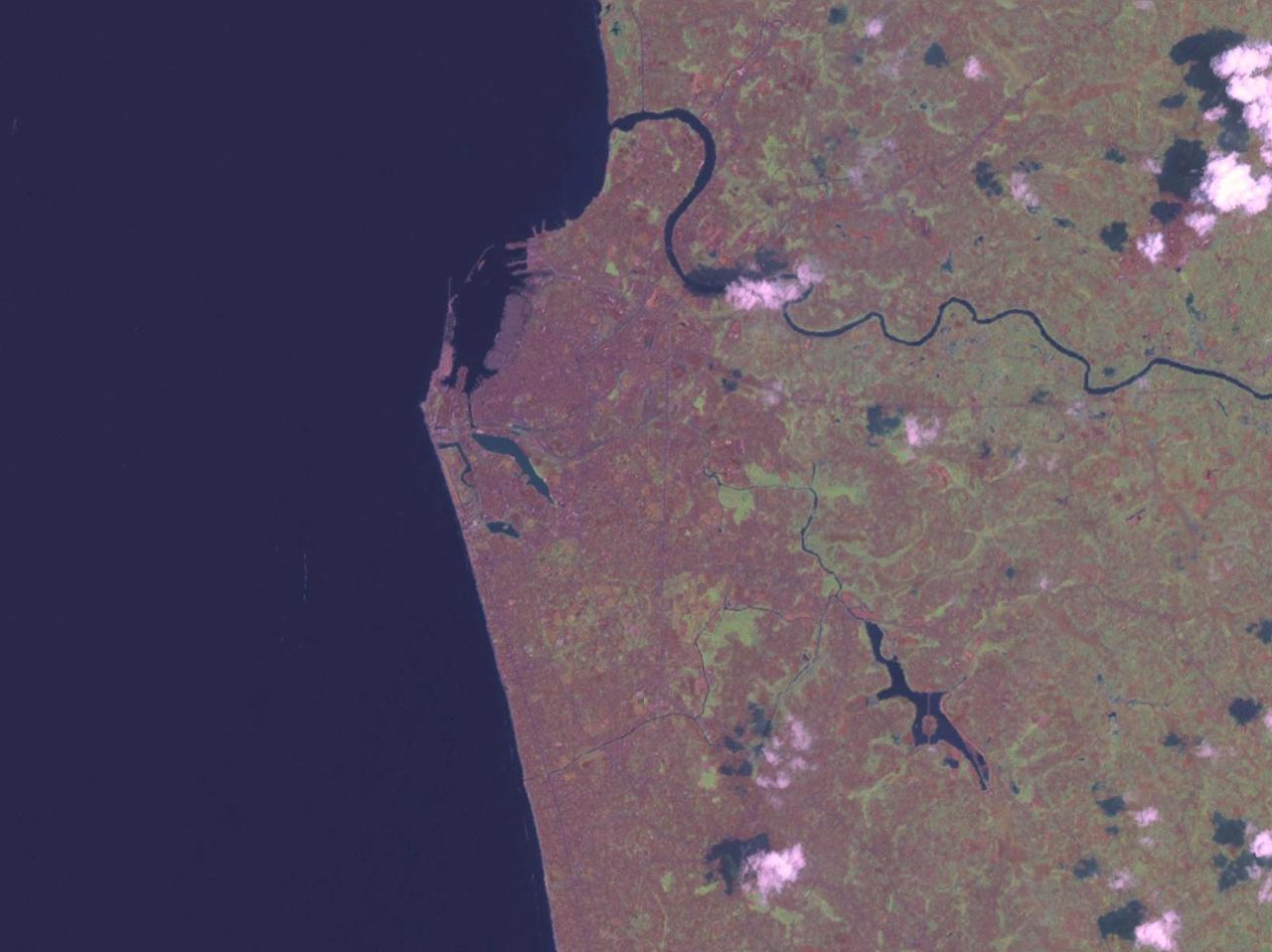
Imagem de satélite de Colombo

O espaço de Colombo é uma mistura de terra e água, pois possui inúmeros canais e, no mesmo coração do centro urbano, conta com o lago Beira de 65 ha de área, que constitui um dos lugares emblemáticos da cidade. O norte e nordeste da cidade são banhados pelo rio Kelani, que desagua no mar no bairro de Modera (Mōdara en cingalês), que significa "delta de rio".
O clima de Colombo é de temperaturas relativamente moderadas: 31 °C entre Março e Abril e 22 °C nos meses de inverno. A maior alteração ocorre durante as estações das monções, entre maio e agosto, e entre outubro e janeiro, nos quais se podem esperar fortes chuvas. A média anual de precipitação é 2 400 mm.

## Economia
A grande maioria das empresas do Sri Lanka estão sediadas em Colombo, incluindo a Aitken Spence, Ceylinco Corporation, grupo de empresas Stassen, John Keells Holdings, Hemas Holdings e Akbar Brothers. Algumas das indústrias incluem produtos químicos, têxteis, vidro, cimento, artigos de couro, móveis e jóias. No centro da cidade está localizado o World Trade Center.
A área metropolitana Colombo tem um Produto interno bruto (PIB) de 35 bilhões * de dólares, tornando-se o núcleo da economia do Sri Lanka. A renda per capita da área metropolitana de Colombo foi de 5 358 $USD, e o poder de compra per capita de 10 000 $USD, tornando-se uma das regiões mais prósperas do sul da Ásia.

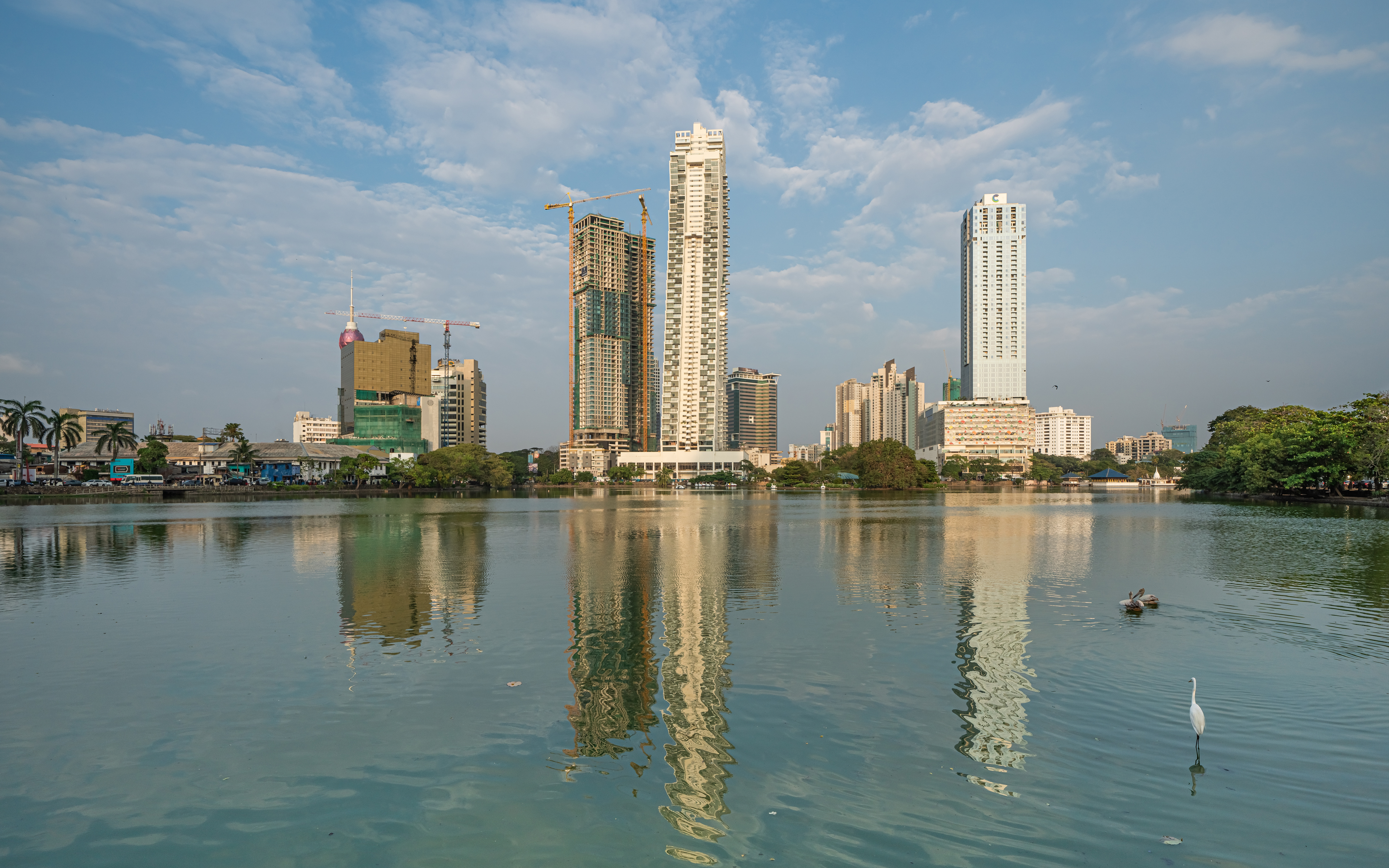
Vista do lago Beira

A região metropolitana de Colombo é o principal polo comercial e administrativo industrial no Sri Lanka. Uma grande parcela de produção orientada para a exportação do país ocorre na área metropolitana de Colombo, que é o motor do crescimento para o Sri Lanka. A província ocidental contribui com mais de 50% do PIB nacional e cerca de 80% das adições de valor da indústria, embora responsável por apenas 5,7% da área geográfica do país. Dada a sua importância como porta de entrada internacional no Sri Lanka e, como o principal motor econômico do país, o Governo do Sri Lanka lançou um programa ambicioso de transformar Colombo e sua área metropolitana em uma metrópole de padrões internacionais. Uma série de entraves estão impedindo a área metropolitana de Colombo de realizar seu potencial econômico. A fim de facilitar a transformação de Colombo em uma grande metrópole, o governo tem que enfrentar esses entraves que têm sido há tempos obstruindo a regeneração urbana econômica e física da cidade.
Pettah é a região da cidade mais movimentada economicamente. As estradas de Pettah são sempre lotadas, e calçadas estão cheias de pequenas bancas comerciais. O Main Street consiste principalmente em lojas de roupas, que são literalmente conhecidas como Cruz Ruas, onde cada uma das cinco ruas é especializada em um negócio específico. Por exemplo, a Cruz First Street é especializada principalmente em lojas de produtos eletrônicos, telefones celulares e artigos de fantasia. A maioria dessas empresas em Pettah são dominadas por comerciantes muçulmanos.

## Política
Colombo é uma cidade charter, com uma forma de governo exercida pelo prefeito e pelo Conselho Municipal de Colombo. O prefeito de Colombo e os membros do Conselho são eleitos através de eleições autárquicas realizadas uma vez em cinco anos. Nos últimos 50 anos, a cidade foi governada, na maioria das vezes, pelo Partido Unido Nacional (UNP), um partido de direita, cujas políticas para a atividade comercial estão em ressonância com a população de Colombo. No entanto, a lista de nomeação da UNP para as eleições municipais de 2006 foi rejeitada, e um grupo independente apoiado pela UNP ganhou as eleições. Uvais Mohamed Imitiyas é o atual prefeito de Colombo.
Devido ao fato da cidade ter sido a capital do país até a década de 1980, e também ter sido sede das áreas costeiras controladas pelos portugueses, holandeses e, posteriormente, os britânicos a partir de 1700 a 1815, quando estes ganharam o controle da ilha seguindo a convenção de Cândia, a cidade abriga muitos prédios e instituições governamentais. Durante a década de 1980, foram feitos planos para mudar a capital administrativa para Cota e, assim, mover todas as instituições governamentais de Colombo para abrir caminho para atividades comerciais. Como um primeiro passo, o Parlamento foi movido para um novo complexo em Cota e vários ministérios e departamentos também foram transferidos. No entanto, o movimento nunca foi concluído. Hoje, muitas instituições governamentais ainda permanecem em Colombo. Estes incluem a Casa do Presidente, a Secretaria Presidencial, a Casa do Primeiro-Ministro (Temple Trees), o Gabinete do Primeiro-Ministro, a Corte Suprema de Sri Lanka, o Banco Central do Sri Lanka, ministérios importantes e departamentos, tais como Finanças (Tesouraria), Defesa, Administração Pública e Assuntos Internos, Relações Exteriores, Justiça e o quartel-general militar do país, sede Naval, a sede da Força Aérea (SLAF) e a sede nacional e campo de força policial.
A Polícia do Sri Lanka é a principal agência de aplicação da lei na ilha e, juntamente com a Câmara Municipal, está sob o controle do Ministério da Defesa do governo central. O policiamento em Colombo e em seus subúrbios está dentro do intervalo metropolitano chefiado pelo Vice-Inspetor Geral da Polícia Metropolitana, isso também inclui a Divisão de Crime de Colombo. Tal como acontece com a maioria das cidades do Sri Lanka, o tribunal magistrado lida com crimes de alta traição, o tribunal distrital lida com casos civis.
Como em outras grandes cidades ao redor do mundo, Colombo experimenta certos níveis de criminalidade de rua e casos de corrupão. Além disso, no período de 1980 a 2009, houve uma série de grandes ataques terroristas. A maior parte dos atentados terroristas e assassinatos na cidade estão associados ao Tigres de Liberação do Tamil Eelam, uma organização política armada que pretende, através de uma violenta campanha secessionista, a autodeterminação do povo tâmil mediante a criação, no nordeste da ilha do Sri Lanka, de um Estado independente denominado Tamil Eelam. A campanha deu origem à Guerra Civil do Sri Lanka, um dos mais longos conflitos armados da história recente da Ásia. Uma das maiores prisões de segurança máxima no país, a Prisão Welikada, está situada na cidade.

### Relações internacionais
Colombo possui cinco cidades-irmãs:
| São Petersburgo, Rússia (1997) Makati, Filipinas (2000) Xangai, China (2003) |  | Leeds, Reino Unido (2008) Ulã Bator, Mongólia (2012) Malé, Maldivas (2013) |

## Administração

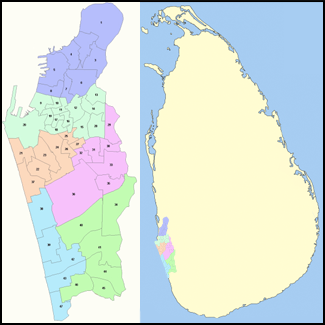
Mapa de Colombo mostrando seus distritos administrativos

Para fins de administração da cidade, Colombo é dividido em 15 áreas, que também servem para fins de serviços postais. Dentro dessas áreas, estão situados os subúrbios e suas estações de correios correspondentes.
| Número postal | Zona                                      |
| Colombo 1     | Forte                                     |
| Colombo 2     | Slave Island, Union Place                 |
| Colombo 3     | Kollupitiya                               |
| Colombo 4     | Bambalapitiya                             |
| Colombo 5     | Havelock Town, Kirilapone                 |
| Colombo 6     | Wellawatte, Pamankada, Narahenpita        |
| Colombo 7     | Cinnamon Gardens                          |
| Colombo 8     | Borella                                   |
| Colombo 9     | Dematagoda                                |
| Colombo 10    | Maradana, Panchikawatte                   |
| Colombo 11    | Pettah                                    |
| Colombo 12    | Hultsdorf                                 |
| Colombo 13    | Kotahena, Bloemendhal                     |
| Colombo 14    | Grandpass                                 |
| Colombo 15    | Mutwal, Modera, Mattakkuliya, Madampitiya |

## Infraestrutura
Colombo possui os mesmos problemas que uma cidade moderna possui. Em comparação com outras cidades cingalesas, Colombo possui o mais alto grau de infra-estrutura no país. Eletricidade, água e transporte, cabines telefônicas e outras estruturas têm um padrão consideravelmente bom. A maioria dos grandes shoppings no Sri Lanka estão na cidade. Além disso, muitos hotéis de luxo, clubes e restaurantes também estão presentes na cidade. Nos últimos anos, a cidade experimentou um amplo crescimento em sua estrutura urbana, principalmente com construções de condomínios, devido aos elevados preços da terra.

### Porto
O Porto de Colombo é o maior e um dos portos mais movimentados do Sri Lanka. Colombo foi estabelecida principalmente como uma cidade portuária durante a era colonial, com um porto artificial que foi ampliado ao longo dos anos. A Marinha do Sri Lanka mantém uma base naval, SLNs Rangalla, dentro do porto.
O porto de Colombo manipulou 3 750 000 unidades, em 2008, 10,6% superior ao movimento de 2007 (que por sua vez foi de 9,7% em relação a 2006), contrariando a tendência da economia mundial. Destes, 817.000 foram embarques locais com os transbordos de descanso. O porto está próximo de sua capacidade de movimentação de contêineres. Um projeto de expansão, o projeto Porto Sul, vai aumentar a capacidade do porto.

### Transporte

#### Ônibus
Colombo tem um extenso sistema de transporte público baseado em ônibus operado tanto por operadores privados quanto por operadores de propriedade do governo, chamado de Sri Lanka Transport Board (SLTB). Os três principais terminais de ônibus em Colombo - Bastian Mawatha, Central, e os terminais de ônibus Gunasinghapura - estão localizados em Pettah. Bastian Mawatha lida com serviços de longa distância enquanto Gunasinghapura e Central lidam com serviços locais.

#### Ferrovia

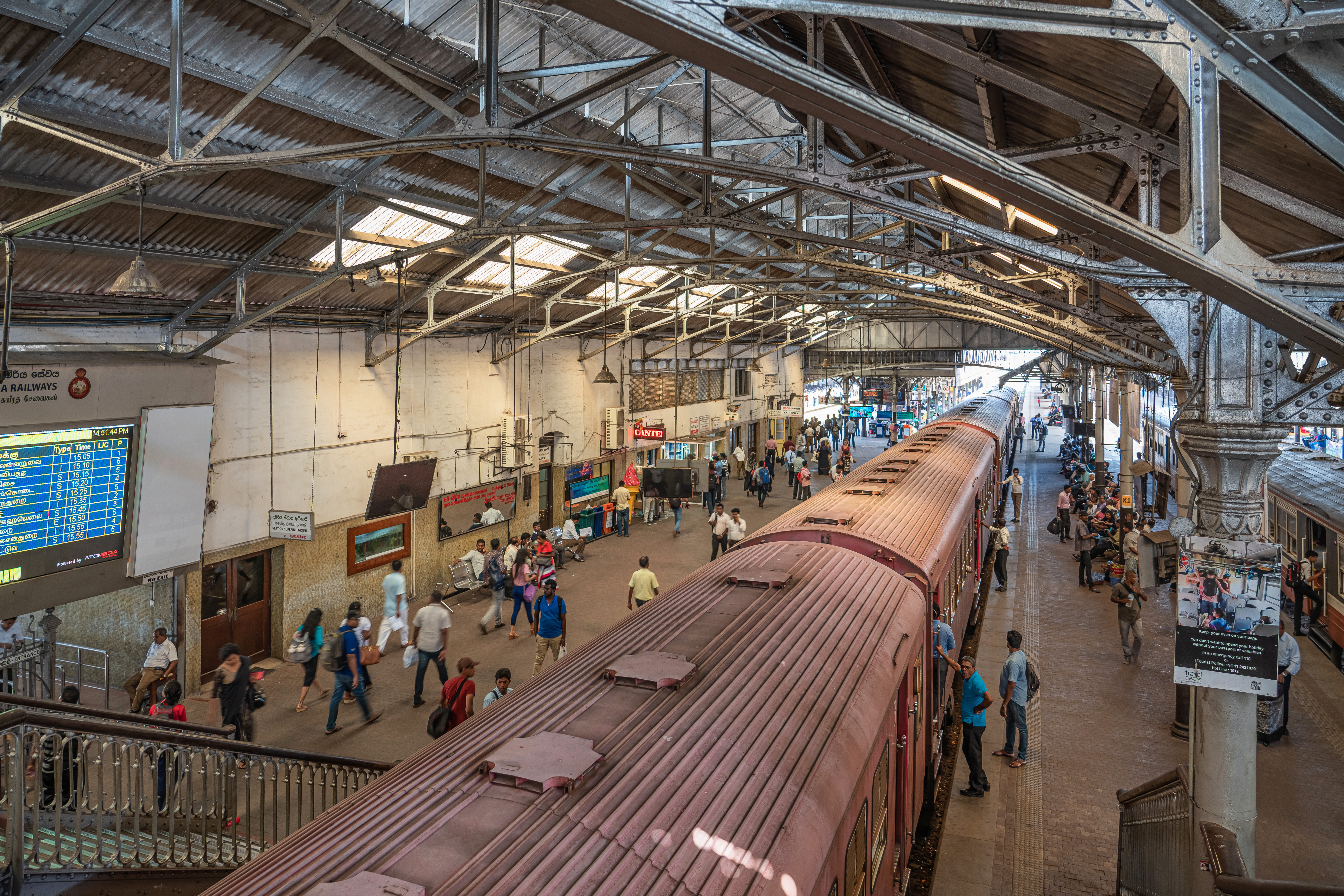
Transporte ferroviário na cidade

O ferroviário na cidade é limitado, uma vez que a maioria dos trens são destinados para o transporte intermunicipal, em vez do transporte dentro dos limites da cidade. O transporte de trem também é, muitas vezes, superlotado. No entanto, a Rodoviária Central e a Estação Ferroviária Fort funcionam como ponto principal de ônibus e transporte ferroviário. Até a década de 1970, a cidade possuía serviços de bonde elétrico, que foram descontinuados. Outros meios de transporte incluem riquixás (comumente chamados de "três rodas") e táxis. Riquixás são totalmente operados por indivíduos e não há legislação específica, enquanto serviços de táxi são executados por empresas privadas e possuem legislação de regulamentação.

#### Marítimo e aéreo
Uma empresa de transporte em balsa internacional, o Scotia Prince, está realizando um serviço de transporte em balsa ligando Colombo à Thoothukudi, na Índia. Os serviços de balsa entre os dois países foram retomados depois de mais de 20 anos de paralisação.
O Aeroporto Internacional Bandaranaike e o Aeroporto Ratmalana são os dois aeroportos que servem a cidade. O Aeroporto Bandaranaike serve a cidade para a maioria dos voos internacionais, enquanto que o Aeroporto Ratmalana serve principalmente voos dom´sticos.

### Educação
As instituições de ensino em Colombo têm uma longa história. Colombo tem muitas das proeminentes escolas públicas do país, algumas delas de propriedade do governo e outras privadas. A maioria das escolas de destaque na cidade datam de 1800, quando foram estabelecidas durante o domínio colonial britânico, como o Colégio Real de Colombo (1835) e o Wesley Colégio de Colombo (1874). Certas escolas urbanas do Sri Lanka tem algum alinhamento religioso, o que é em parte devido à influência dos ingleses, que estabeleceram escolas missionárias cristãs. Estas incluem Faculdade do Bispo (1875), de cunho anglicano, o Colégio Ananda (1886), de cunho budista, o Colégio Zahira (1892), de origem muçulmana e o Colégio São José (1896), de cunho católico. Os alinhamentos religiosos não afetam o currículo da escola, exceto para os dados demográficos da população estudantil.
Colombo tem muitas escolas internacionais de destaque e os alunos que estudam nessas escolas prestam exames para universidades como Edexcel e Cambridge. Milhares de alunos de escolas internacionais estão estudando nos Estados Unidos, Reino Unido, Austrália e Canadá. As principais escolas internacionais são a Escola Internacional de Colombo, Asian International School, Wycherley International School, Elizabeth Moir International School, Gateway College, Ilma International School e várias outras escolas internacionais.
O ensino superior na cidade também possui uma longa história, começando com a criação da Escola de Medicina de Colombo (1870), a Faculdade de Direito de Colombo (1875), Escola Superior de Agricultura (1884) e o Colégio Técnico do Governo (1893). O primeiro passo para a criação de uma universidade em Colombo foi tomado em 1913, com o estabelecimento do University College Colombo, que preparou os alunos para os exames externos da Universidade de Londres. Isto foi seguido pela criação da Universidade do Ceilão em Colombo.  Hoje, a Universidade de Colombo e a Universidade de Artes Visuais e Ciências são universidades estaduais na cidade. O Instituto de Tecnologia da Informação do Sri Lanka tem um campus metropolitano no centro da cidade. Existem várias instituições de ensino superior privadas na cidade.

## Cultura e sociedade

### Arquitetura
A arquitetura de Colombo possui muitas influências diversificadas, que abrangem séculos e retratam muitos estilos. Edifícios coloniais influenciados pelos portugueses, holandeses e britânicos coexistem com estruturas construídas com influência budista, hindu, islâmica, indiana e estilos arquitetônicos contemporâneos. Em nenhum outro lugar isso é mais evidente que na área de Fort. Nesta região da cidade pode-se encontrar novos arranha-céus imponentes, bem como edifícios históricos que datam desde os anos 1700.
Os portugueses foram os primeiros a influenciar na arquitetura da cidade. Eles estabeleceram em Colombo um pequeno posto de troca, lançando as bases para um pequeno forte que, com o tempo, se tornou a maior fortaleza colonial na ilha. Os holandeses expandiram o forte criando um porto fortificado. Este porto passou para a posse dos britânicos no final do século XVIII e até o final do século XIX, começaram a demolir as muralhas para abrir caminho para o desenvolvimento da cidade. Apesar de agora nada restar das fortificações, a área que já foi o forte é ainda referido como Forte. A área externa é chamada Pettah ou pita-koutuwa que, em cingalês, significa forte exterior.
Não há nenhum dos edifícios da era portuguesa e do período holandês restam apenas alguns. Estes incluem o edifício mais antigo na área do forte, o antigo Hospital Holandês e a Casa Holandesa, que é agora o Museu holandês de Colombo e várias igrejas. A Casa do presidente (anteriormente da Casa da Rainha) foi originalmente a casa do governador holandês, e sucessivos governadores britânicos tornaram-na seu escritório e residência. No entanto, ela passou por muitas mudanças desde o período holandês. Ao lado da Casa do Presidente estão os jardins, agora fora dos limites para o público.
Grande parte dos edifícios antigos da área do forte e em outras partes da cidade remontam aos tempos britânicos. Estes incluem edifícios governamentais, comerciais e casas particulares. Alguns prédios do governo são notáveis pela arquitetura colonial britânica, incluindo o Parlamento Antigo, que é agora a Secretaria Presidencial, o Edifício República que abriga o Ministério das Relações Exteriores, mas já abrigou o Conselho Legislativo de Ceilão, a antiga sede dos correios, um prédio de estilo eduardiano oposto a Casa do Presidente, o Gabinete do Primeiro-Ministro, o Escritório Central e o departamento de Matemática da Universidade de Colombo (formalmente o Royal College, Colombo). Edifícios comerciais notáveis da era britânica incluem o Galle Face Hotel, Cargill e complexo Millers e Grand Oriental Hotel.

### Centros de artes
Colombo tem vários centros de artes cênicas que são populares por suas performances musicais e teatrais. Os mais famosos centros de artes cênicas são o Lionel Wendt Theatre, o Elphinstone e Torre Hall, todos tem uma história muito rica e feito para produções do estilo ocidental. O Teatro Navarangahala é o primeiro teatro nacional do país projetado e construído para musical estilo asiático e local e produções teatrais.
O Teatro Nelum Pokuna Mahinda Rajapaksa Theatre é um teatro de classe mundial, que foi inaugurado em dezembro de 2011. Projetado com a forma do Lotus Pond em Polonnaruva, o teatro é um dos principais salas de teatro.

### Museus
O Museu Nacional de Colombo, inaugurado em 1877, durante o mandato do Governador Colonial britânico Sir William Henry Gregory, está localizado na área de Cinnamon Gardens. O museu abriga as jóias da coroa e o trono do último rei do reino de Kandy, Sri Vikrama Rajasinha.
Há também o Museu holandês de Colombo, que mostra a história colonial holandesa no país. Colombo não possui uma grande galeria de arte. Há uma pequena coleção de obras-primas do Sri Lanka na galeria de arte no Caminho Verde; ao lado dele é o Museu de História Natural.

### Mídia e comunicações
Quase todas as grandes empresas de mídia e comunicações no Sri Lanka operam a partir de Colombo. A mídia estatal tem seus escritórios em Bullers Road e realizam a transmissão regionais de lá: isso inclui o Sri Lanka Broadcasting Corporation (SLBC), anteriormente conhecido como Rádio Ceilão e o Sri Lanka Rupavahini Corporation. O SLBC é a estação de rádio mais antiga no sul da Ásia e a segunda mais antiga do mundo. Muitas das empresas privadas de radiodifusão têm seus escritórios e estações de transmissão em torno de Colombo.

### Desporto
Assim como em todo o país, o esporte mais popular em Colombo é o críquete. O Sri Lanka emergiu como campeão da Copa do Mundo de Críquete de 1996 e tornou-se vice-campeão nos anos de 2007 e 2011. O esporte é jogado em parques, playgrounds, praias e até mesmo nas ruas. Colombo é a casa de dois dos mais populares estádios de críquete internacionais do país, estádio de críquete do cingalês Sports Club e R. Premadasa Stadium (em homenagem a falecido presidente Premadasa).
Colombo tem a distinção de ser a única cidade do mundo a ter tido quatro locais de teste de críquete no passado: Paikiasothy Saravanamuttu Stadium, cingalês Sports Club de Campo, Colombo Cricket Club de Campo e Ranasinghe Premadasa Stadium. O Estádio Sugathadasa é um estádio de padrão internacional para o atletismo, natação e futebol, também realizou os Jogos Sul-Asiáticos em 1991 e 2006. Situado em Colombo, o Royal Colombo Golf Club é um dos mais antigos clubes de golfe da Ásia. Outros clubes esportivos em Colombo incluem o Colombo Swimming Club, Colombo Rowing Club e a Associação Yachting do Sri Lanka.
O rugby também é um esporte popular na cidade no nível escolar. Colombo tem o seu próprio time de futebol local, Colombo FC e o esporte está sendo desenvolvido.
O Colombo Port City é uma nova pista de Fórmula 1, construída nas proximidades do porto de Colombo. Há uma faixa de oito pistas de Fórmula 1, que vão ser uma parte do New Port Cidade. Esta iria sediar o Grande Prêmio do Sri Lanka.

## Galeria

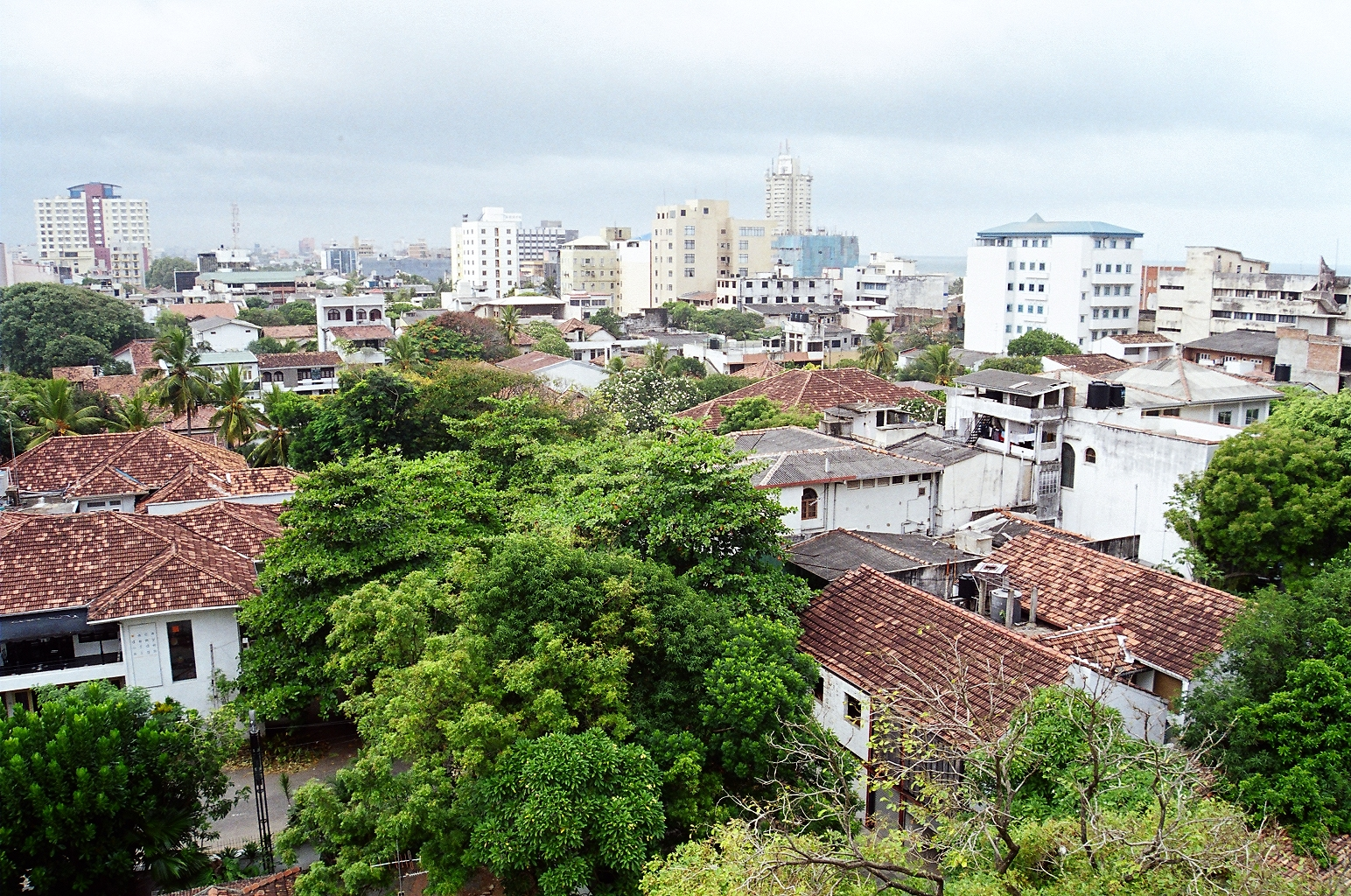
Vista da cidade
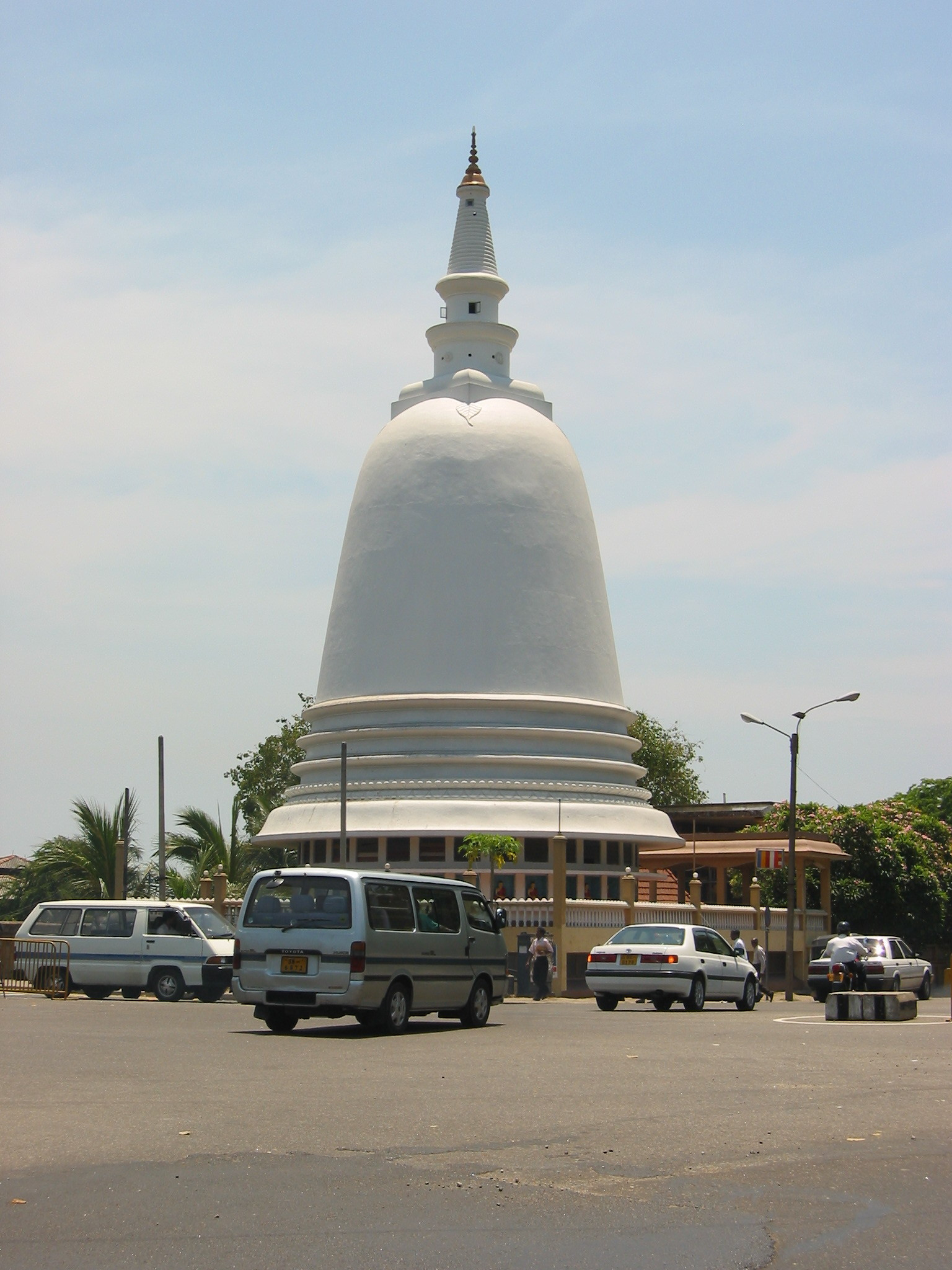
Estupa em Colombo
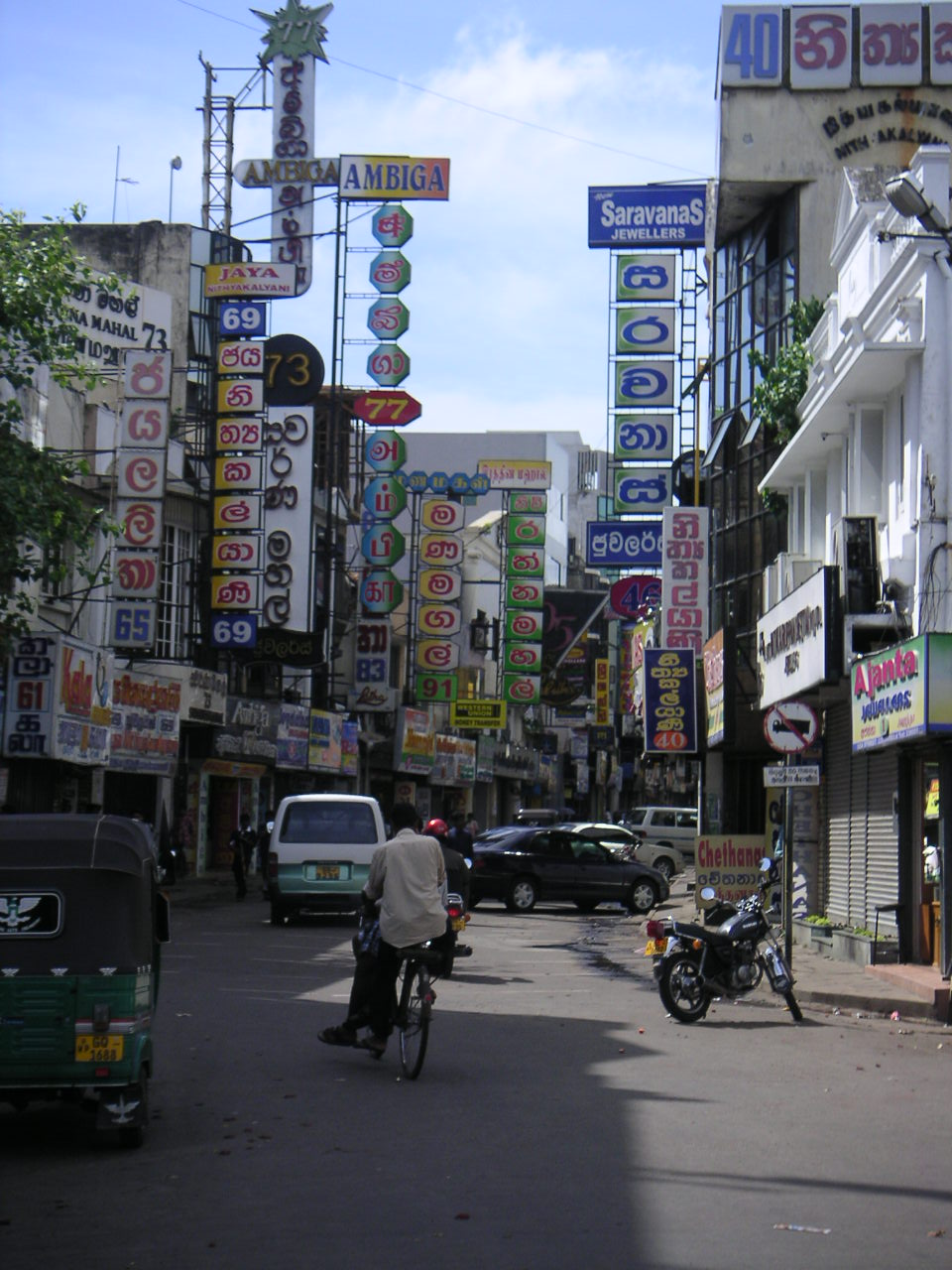
Rua de Colombo